# بیداری‌ها (کتاب)
بیداری‌ها (انگلیسی: Awakenings) کتابی غیرداستانی از الیور ساکس است. در سال ۱۹۹۰ فیلمی مشهور با همین نام بر اساس مطالب این کتاب با بازی رابین ویلیامز و رابرت دنیرو ساخته شد.
ساکس در این کتاب به تجربهٔ درمان بیماران قربانی اپیدمی آنسفالیت لاترجیا، با کمک داروی لوودوپا می‌پردازد.
این کتاب برندهٔ جایزه هاثورندن شده‌است.